# Pseudeurostus submetallicus
Pseudeurostus submetallicus is een keversoort uit de familie klopkevers (Ptinidae). De wetenschappelijke naam van de soort werd in 1862 gepubliceerd door Léon Marc Herminie Fairmaire.